# Aue 84

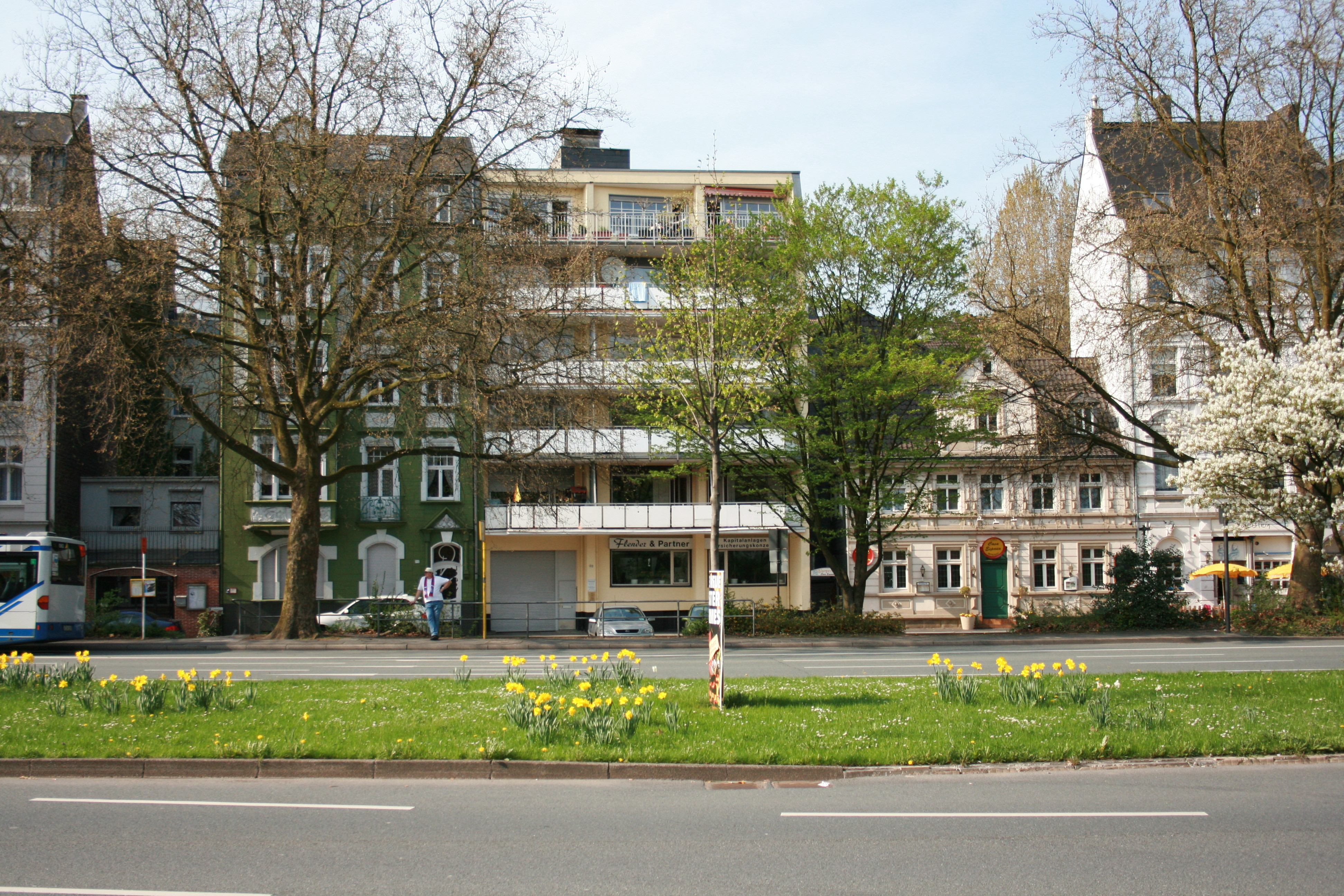
Das Gebäude Aue 84, zu sehen am rechten Bildrand. Im Vordergrund der Straßenverlauf der Bundesstraße 7.

Das Objekt Aue 84 ist ein denkmalgeschütztes Wohn- und Geschäftshaus im Wuppertaler Wohnquartier Elberfeld-Mitte im Stadtbezirk Elberfeld.

## Baubeschreibung
Die Fassade des viergeschossigen Hauses zur Straße Aue ist vierachsig ausgeführt und symmetrisch aufgebaut. Die mittleren Achsen sind als Risalit ausgebildet, zwischen denen sich der Eingang zur im Erdgeschoss gelegenen Gaststätte findet. Rechts daneben befindet sich die Hauseingangstür.
Das Gebäude mit seiner aufwändig gestalteten Fassade ist als ein typisches Beispiel für die Zeilenbebauung der Gründerzeit zu sehen.
An der westlichen Wand schließt sich das zweigeschossige denkmalgeschützte Wohn- und Geschäftshaus Aue 86 an. Zur östlichen Seite schließt sich ein Neubau aus der zweiten Hälfte des 20. Jahrhunderts an.

## Geschichte
Das Haus wurde in Massivbauweise zwischen 1886 und 1895 errichtet. Es wurde am 3. Februar 1993 als Baudenkmal in die Denkmalliste der Stadt Wuppertal eingetragen und ist von großer städtebaulicher Bedeutung, da es zusammen mit nebenstehenden historischen Bauten den historischen Straßenverlauf in Elberfeld zeigt, der durch den Ausbau der Bundesstraße 7, die heute parallel zur Aue verläuft, zerstört wurde. Das Gebäude befindet sich in Privatbesitz.